# Kanton Drulingen
Drulingen is een voormalig kanton van het Franse departement Bas-Rhin. Het kanton maakte deel uit van het arrondissement Saverne.
Het kanton is op 1 januari 2015 opgeheven en de gemeenten de gemeenten werden ingedeeld bij het nieuwe kanton Ingwiller.

## Gemeenten
Het kanton Drulingen omvatte de volgende gemeenten:
- Adamswiller
- Asswiller
- Baerendorf
- Berg
- Bettwiller
- Burbach
- Bust
- Diemeringen
- Drulingen (hoofdplaats)
- Durstel
- Eschwiller
- Eywiller
- Gœrlingen
- Gungwiller
- Hirschland
- Kirrberg
- Mackwiller
- Ottwiller
- Rauwiller
- Rexingen
- Siewiller
- Thal-Drulingen
- Volksberg
- Waldhambach
- Weislingen
- Weyer